# 美樂站
美樂站（英語：Melody Garden Stop）是輕鐵的車站之一，代號010，屬單程車票第1收費區，共有2個月台，共有3條輕鐵路綫途經此站；車站名稱來自旁邊之美樂花園。

## 車站結構

### 車站樓層
| 地面              | 出口 | 美樂花園 |   |  |
| 地面              | 月台 | \| 側式 · 開左邊车门 \| \| \| \| \| \| \| \| 輕鐵610綫往元朗（蝴蝶） 輕鐵615綫往元朗（蝴蝶） 輕鐵615P綫往兆康（蝴蝶） \| 1 \| \| \| \| 2 \| 輕鐵610綫往屯門碼頭（終點站） 輕鐵615綫往屯門碼頭（終點站） 輕鐵615P綫往屯門碼頭（終點站） \| \| \| \| 側式 · 開左邊车门 \| \| \| \| \| |   |  |
| 地面              | 出口 | 湖翠路、蝴蝶邨、香港路德會增城兆霖學校 |   |  |
| 側式 · 開左邊车门 |      | |   |  |
|                   |      | 輕鐵610綫往元朗（蝴蝶） 輕鐵615綫往元朗（蝴蝶） 輕鐵615P綫往兆康（蝴蝶） | 1 |  |
|                   | 2    | 輕鐵610綫往屯門碼頭（終點站） 輕鐵615綫往屯門碼頭（終點站） 輕鐵615P綫往屯門碼頭（終點站） |   |  |
| 側式 · 開左邊车门 |      | |   |  |

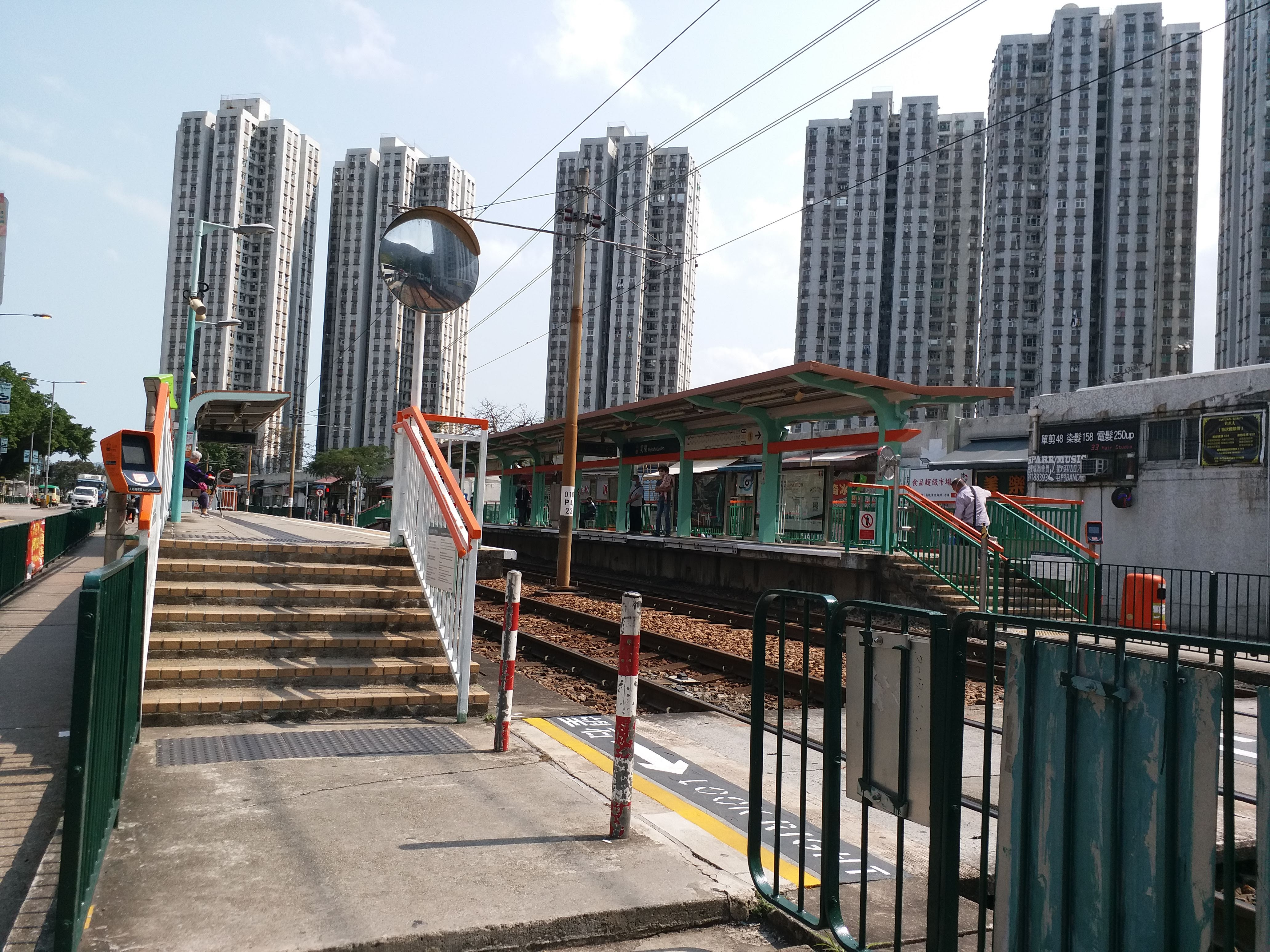
車站西北面與美樂花園部份樓宇（2021年3月）

### 車站周邊
- 蝴蝶邨
- 香港路德會增城兆霖學校
- 美樂花園
- 蝴蝶灣泳灘
- 蝴蝶灣公園
- 屯門公眾騎術學校
- 民政事務處蝴蝶灣社區中心
- 蝴蝶廣場

## 接駁交通
| 接駁交通列表                                                                            |
| --------------------------------------------------------------------------------------- |
| 巴士 - 港鐵巴士（八達通免費轉乘優惠）： - K52 - 悅湖山莊 ↔ 龍鼓灘 - 506 - 屯門碼頭↔兆麟 |

## 軼事

### 港產電影
港產電影《一蚊雞保鑣》曾經在此站取景。

### 車站附近曾經出現馬
2019年3月22日上午9時許，有身在屯門的網民於車站2號月台拍到一匹棕馬在馬路上與車輛並肩而行，發出的馬蹄聲吸引路旁街坊注意，紛紛舉機拍下這難得一見的都市奇景。
該馬匹身型較細，馬身呈棕色並有白色鬃毛，於蝴蝶邨外沿著輕鐵站旁一路慢跑，腳步輕盈，旁邊雖有車輛駛過，但馬匹神情依然輕鬆自若，期間更跑過的士「衝紅燈」。有網民看過影片後，笑言：「馬路有馬好正常。」、「馬有用馬路嘅優先權，架的士...」、「屯門人不嬲係騎馬，大驚小怪！」
據了解，該馬匹由就近的馬術學校走失，約15分鐘騎術學校職員趕上，於學校約300米外尋回該馬匹。將牠帶返行人路，其後再將牠帶返騎術學校。有網民指曾在馬術學校參觀看到這匹駿馬，形容：「係佢呀！佢好乖好乖架！」

## 資料來源與註釋
1. ↑  粵語的意思是「馬擁有使用馬路的優先權，那輛的士…」
2. ↑  粵語的意思是「屯門人一向都有騎馬的，大驚小怪！」
3. ↑   粵語的意思是「是牠了！他很乖的！」

1. ↑  . 晴報.   [2020-10-14]. （原始内容存档于2020-10-15） （中文）.

## 外部連結
- 港鐵公司 - 輕鐵及巴士服務 - 輕鐵街道圖 （页面存档备份，存于）
- 港鐵公司 - 輕鐵及巴士服務 - 輕鐵行車時間表 （页面存档备份，存于）